# Willem de Vlamingh
Willem Hesselsz de Vlamingh (baut. 28 de noviembre de 1640, Oost-Vlieland – 1698 o más tarde) fue un capitán de barco neerlandés del siglo XVII, recordado por haber explorado la parte central de la costa occidental de Australia (entonces conocida Nueva Holanda) en una expedición de rescate de la Compañía Neerlandesa de las Indias Orientales que iba en auxilio de la Ridderschap van Holland, otra expedición anterior perdida. La misión resultó infructuosa, pero en el camino Vlamingh cartografió partes de la costa occidental del continente, lo que contribuyó a mejorar la navegación de la ruta del océano Índico, desde el africano cabo de Buena Esperanza hasta las Indias Orientales Neerlandesas.

## Primeros años
Willem de Vlamingh nació en Oost-Vlieland, en la República Holandesa. Fue bautizado el 28 de noviembre de 1640.
En 1664, De Vlamingh navegó a Nova Zembla y descubrió Jelmerland. En 1668 se casó; su profesión era patrón en la caza de ballenas, y todavía vivía en la isla Vlieland. En 1687 él y su esposa vendieron su "apartamento" en el Jordaan.

## Vlamingh y la VOC
Vlamingh se unió en 1688 a la Compañía Neerlandesa de las Indias Orientales (Vereenigde Oostindische Compagnie o VOC, en neerlandés, literalmente Compañía de las Indias Orientales Unidas) e hizo su primer viaje a Batavia ese mismo año. Tras un segundo viaje, en 1694, a pedido de Nicolaes Witsen, se le encomendó que encabezase una expedición para buscar el Ridderschap van Holland, una nave capital de la VOC que se había perdido en 1609 en su camino a Batavia, con 325 pasajeros y su tripulación. Los funcionarios de la VOC creían que podría haber encallado en la costa occidental de Terra Australis.

### La expedición de rescate de Vlamingh

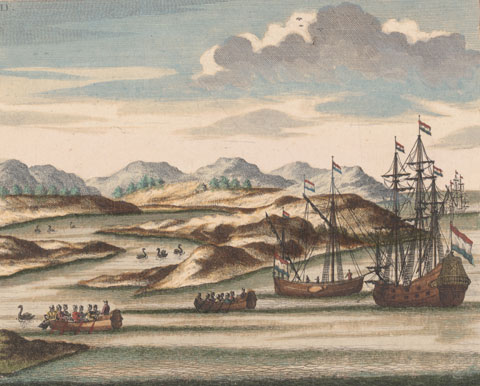
Willem de Vlamingh's ships, with black swans, at the entrance to the Swan River, Western Australia, grabado coloreado (1796), derivado de un dibujo anterior (ahora perdido) de las expediciones de Vlamingh de 1696-1697.

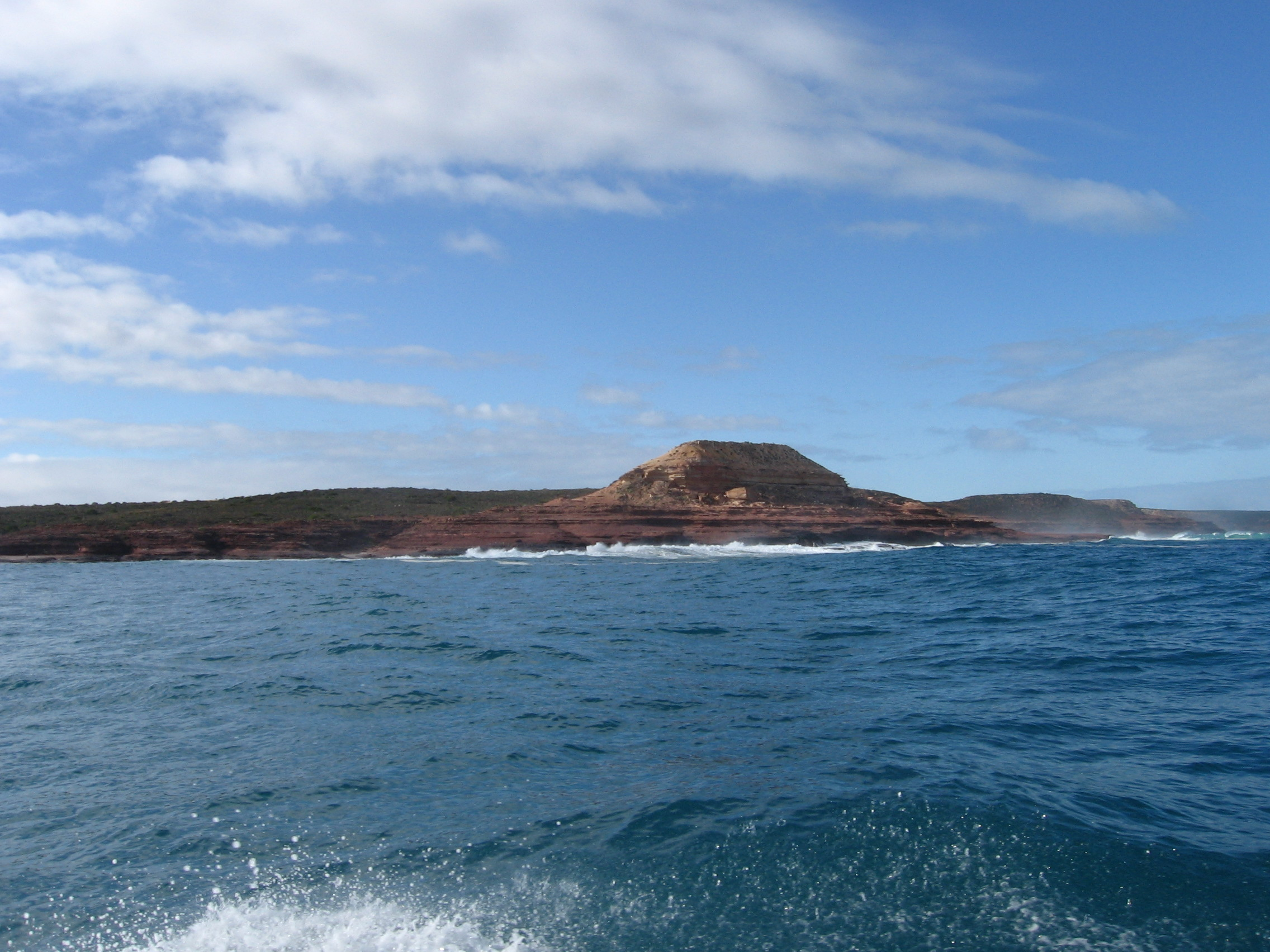
Red Bluff

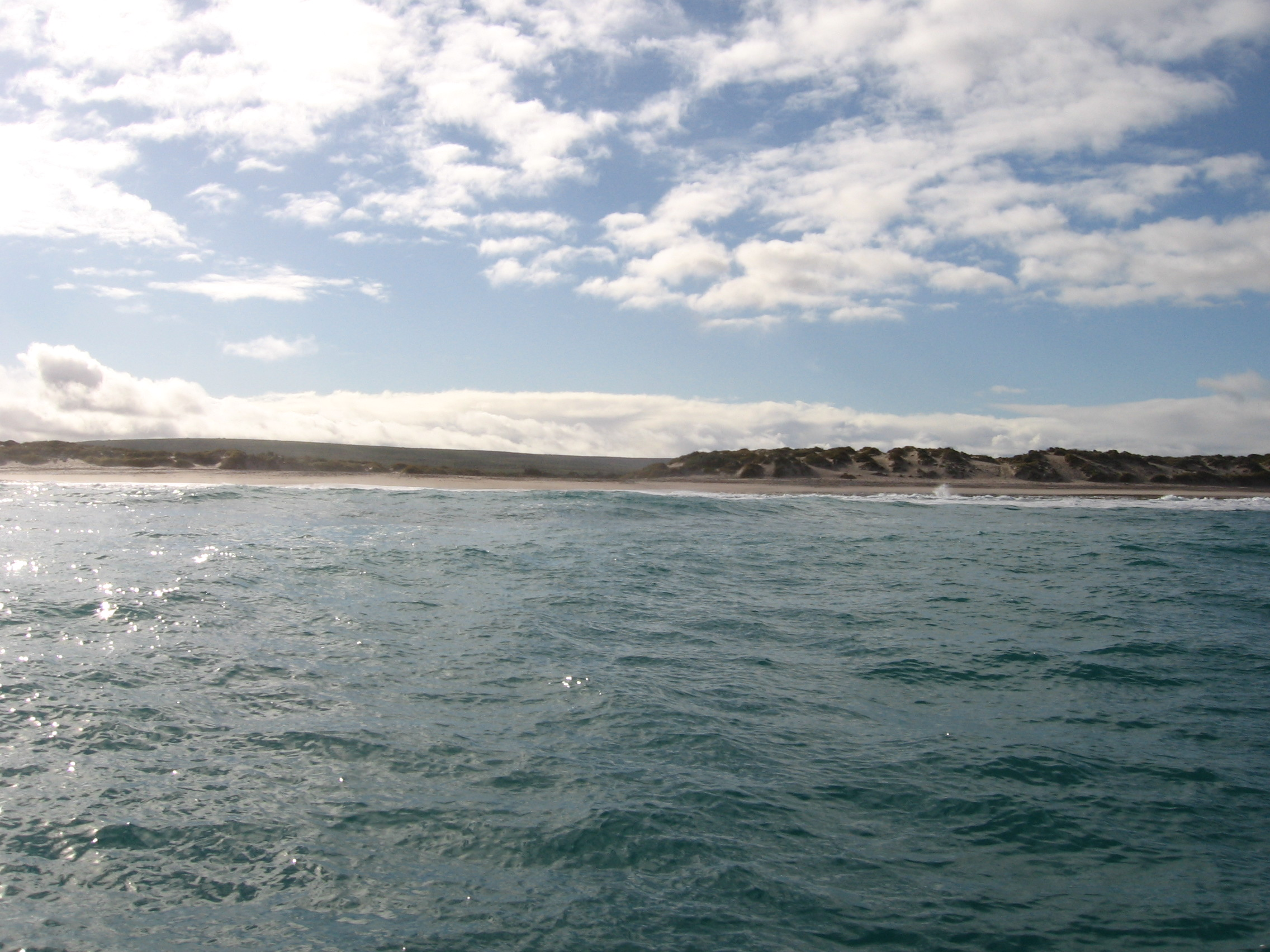
Entrada a Wittecarra Gully

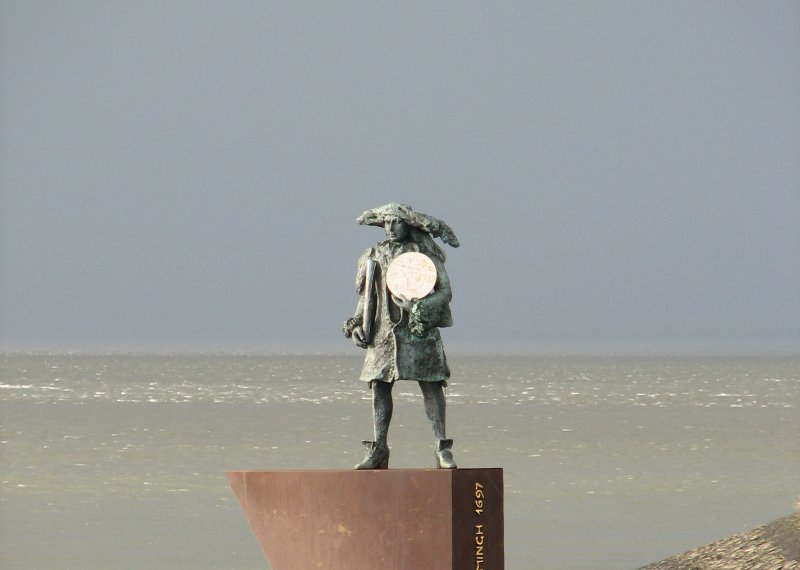
Estatua de Willem de Vlamingh en Vlieland

En 1696, Willem de Vlamingh comandó la misión de rescate a la costa occidental de Australia en busca de supervivientes del Ridderschap van Holland, que habían desaparecido dos años antes, llevando al almirante sir James Couper a bordo. Tenía tres barcos a su mando: la fragata De Geelvink, capitaneada por el propio De Vlamingh; el hooker De Nijptang, al mando del capitán Gerrit Collaert y la galeota Weseltje, al mando del capitán Joshua de Vlamingh, hijo de Willem.
La expedición partió de Texel "estrictamente de incógnito" el 3 de mayo de 1696 y, debido a la guerra de los Nueve Años con Francia, navegó a lo largo de la costa de Escocia hacia Tristán de Cunha. A principios de septiembre, los tres barcos llegaron al Cabo de Buena Esperanza, donde permanecieron durante siete semanas debido al escorbuto entre la tripulación. (Allí Cornelis de Vlamingh tomó el mando después de la muerte de Laurens T. Zeeman). El 27 de octubre partieron, utilizando la Ruta Brouwer en la ruta del océano Índico desde el africano cabo de Buena Esperanza hasta las Indias Orientales Neerlandesas En su camino hacia el este, verificaron que la expedición perdida no estaba en la isla de San Pablo o en la isla de Ámsterdam, pero no se encontraron restos ni sobrevivientes. El 5 de diciembre siguieron navegando.
El 29 de diciembre de 1696, el grupo de Vlamingh desembarcó en la isla de Rottnest. Vieron allí numerosos quokkas (un marsupial nativo), y pensando que eran grandes ratas, denominaron a causa de ello la isla «nido de ratas» (Rattennest, en holandés). Vlamingh escribió después en su diario: 

He tenido un gran placer admirarando esta isla, que es muy atractiva, y donde me parece que la naturaleza no ha negado nada para hacerla más placentera que todas las islas que he visto, estando muy bien provista para el bienestar del hombre, con madera, piedra y cal para la construcción de casas para sí, sólo falta labradores para llenar estas finas llanuras. Hay abundante sal, y la costa está llena de peces. Las aves se hacen oír con canciones agradables en estos arboledas perfumadas. Así que creo que de las muchas personas que tratan de ser felices, hay muchas que desprecian la fortuna de nuestro país por la elección de este aquí, que parece un paraíso en la tierra.

El 10 de enero de 1697, se aventuraron aguas arriba por el río Swan, siendo posiblemente los primeros europeos en hacerlo. También se supone que fueron los primeros europeos en ver cisnes negros, y de Vlamingh bautizó el río como Swan (Zwaanenrivier , en holandés) por el gran número que observaron allí. La tripulación se dividió en tres grupos, con la esperanza de atrapar a un aborigen, pero unos cinco días después abandonaron su búsqueda para atrapar un "South lander".
El 22 de enero navegó por el canal Geelvink. Los días siguientes vieron a diez personas negras desnudas. El 24 de enero pasaron Red Bluff. Cerca de Wittecarra fueron a buscar agua fresca.
El 4 de febrero de 1697 desembarcaron en la isla Dirk Hartog (hoy en Australia Occidental), y encontraron y la placa de peltre dejada allí por Dirk Hartog en 1616. La sustituyeron por una nueva que llevaba un registro de ambas visitas de los capitanes neerlandeses. La placa original se conserva en el Rijksmuseum de Ámsterdam.
De Vlamingh, con su hijo y Collaert, comandó la flota de regreso a las Indias, donde arribaron el 3 o 11 de febrero de 1698, llegando a su ciudad natal de Ámsterdam el 16 de agosto. Sin embargo, no es seguro que De Vlamingh todavía estuviera vivo en ese momento, y los registros de entierro de Vlieland en este momento no existen.
En un viaje de regreso que había partido antes, De Vlamingh había enviado a Nicolaes Witsen una caja con conchas de mar, frutas y vegetales desde Nueva Holanda (Australia), así como con once dibujos que Victor Victorsz había hecho en la expedición. De Vlamingh también mandó algunos cisnes negros, pero éstos habían muerto en el viaje. Witsen ofreció los dibujos a Martin Lister. Witsen, uno de los inversores en el viaje, se mostró decepcionado ya que los hombres habían estado más interesados en el establecimiento del comercio que en la exploración. En 1699 William Dampier exploraría la costa de Australia y Nueva Guinea.